# Équipe de Saint-Vincent-et-les-Grenadines masculine de volley-ball
Cet article traite de l'équipe masculine. Pour l'équipe féminine, voir Équipe de Saint-Vincent-et-les-Grenadines  féminine de volley-ball.
L'équipe de Saint-Vincent-et-les-Grenadines de volley-ball est composée des meilleurs joueurs Saint-Vincentais et Grenadins sélectionnés par la Fédération saint-vincentaise et Grenadine de Volleyball. Elle n'est actuellement pas classée par la Fédération Internationale de Volleyball au 15 janvier 2010.

## Sélection actuelle
Sélection pour les qualifications aux Championnats du monde 2010.

Entraîneur : Brian Burke  ; entraîneur-adjoint : Eardley Martin 

## Palmarès et parcours

### Palmarès
Néant.